# Iakora (stad)
Iakora is een stad in Madagaskar, gelegen in de regio Ihorombe. 

## Geschiedenis
Tot 1 oktober 2009 lag Iakora in de provincie Fianarantsoa. Deze werd echter opgeheven en vervangen door de regio Ihorombe. Tijdens deze wijziging werden alle autonome provincies opgeheven en vervangen door de in totaal 22 regio's van Madagaskar.